# Seznam olympijských medailistů v badmintonu
Kompletní přehled všech olympijských medailistů v badmintonu. V badmintonu se na Hrách soutěží od roku 1992.

## Muži

### Dvouhra
| Rok      | Zlato                                 | Stříbro                            | Bronz                                      |
| -------- | ------------------------------------- | ---------------------------------- | ------------------------------------------ |
| LOH 1992 | Alan Budikusuma · Indonésie (INA)     | Ardy Wiranata · Indonésie (INA)    | Thomas Stuer-Lauridsen · Dánsko (DEN)      |
| LOH 1992 | Alan Budikusuma · Indonésie (INA)     | Ardy Wiranata · Indonésie (INA)    | Hermawan Susanto · Indonésie (INA)         |
| LOH 1996 | Poul-Erik Høyer Larsen · Dánsko (DEN) | Tung Ťiung · Čína (CHN)            | Rashid Sidek · Malajsie (MAS)              |
| LOH 2000 | Ťi Sin-pcheng · Čína (CHN)            | Hendrawan · Indonésie (INA)        | Sia Süan-ce · Čína (CHN)                   |
| LOH 2004 | Taufik Hidayat · Indonésie (INA)      | Shon Seung-mo · Jižní Korea (KOR)  | Soni Dwi Kuncoro · Indonésie (INA)         |
| LOH 2008 | Lin Tan · Čína (CHN)                  | Lee Chong Wei · Malajsie (MAS)     | Čchen Ťin · Čína (CHN)                     |
| LOH 2012 | Lin Tan · Čína (CHN)                  | Lee Chong Wei · Malajsie (MAS)     | Čchen Lung · Čína (CHN)                    |
| LOH 2016 | Čchen Lung · Čína (CHN)               | Lee Chong Wei · Malajsie (MAS)     | Viktor Axelsen · Dánsko (DEN)              |
| LOH 2020 | Viktor Axelsen · Dánsko (DEN)         | Čchen Lung · Čína (CHN)            | Anthony Sinisuka Ginting · Indonésie (INA) |
| LOH 2024 | Viktor Axelsen · Dánsko (DEN)         | Kunlavut Vitidsarn · Thajsko (THA) | Lee Zii Jia · Malajsie (MAS)               |

### Čtyřhra
| Rok      | Zlato                                              | Stříbro                                            | Bronz                                                   |
| -------- | -------------------------------------------------- | -------------------------------------------------- | ------------------------------------------------------- |
| LOH 1992 | · Jižní Korea (KOR) · Kim Moon-soo · Park Joo-bong | · Indonésie (INA) · Eddy Hartono · Rudy Gunawan    | · Čína (CHN) · Li Jung-po · Tchien Ping-i               |
| LOH 1992 | · Jižní Korea (KOR) · Kim Moon-soo · Park Joo-bong | · Indonésie (INA) · Eddy Hartono · Rudy Gunawan    | · Malajsie (MAS) · Rashid Sidek · Jalani Sidek          |
| LOH 1996 | · Indonésie (INA) · Rexy Mainaky · Ricky Subagja   | · Malajsie (MAS) · Cheah Soon Kit · Yap Kim Hock   | · Indonésie (INA) · Antonius Ariantho · Denny Kantono   |
| LOH 2000 | · Indonésie (INA) · Tony Gunawan · Candra Wijaya   | · Jižní Korea (KOR) · Lee Dong-Soo · Yoo Yong-Sung | · Jižní Korea (KOR) · Ha Tae-Kwon · Kim Dong-Moon       |
| LOH 2004 | · Jižní Korea (KOR) · Kim Dong-moon · Ha Tae-kwon  | · Jižní Korea (KOR) · Lee Dong-soo · Yoo Yong-sung | · Indonésie (INA) · Eng Hian · Flandy Limpele           |
| LOH 2008 | · Indonésie (INA) · Markis Kido · Hendra Setiawan  | · Čína (CHN) · Cchaj Jün · Fu Chaj-feng            | · Jižní Korea (KOR) · Lee Jae-jin · Hwang Ji-man        |
| LOH 2012 | · Čína (CHN) · Fu Chaj-feng · Cchaj Jün            | · Dánsko (DEN) · Mathias Boe · Carsten Mogensen    | · Jižní Korea (KOR) · Jung Jae-sung · Lee Yong-dae      |
| LOH 2016 | · Čína (CHN) · Fu Chaj-feng · Čang Nan             | · Malajsie (MAS) · Goh V Shem · Tan Wee Kiong      | · Velká Británie (GBR) · Chris Langridge · Marcus Ellis |
| LOH 2020 | · Tchaj-wan (TPE) · Lee Yang · Wang Čch’-lin       | · Čína (CHN) · Li Junhui · Liu Yuchen              | · Malajsie (MAS) · Aaron Chia · Soh Wooi Yik            |
| LOH 2024 | · Tchaj-wan (TPE) · Li Jang · Wang Čch’-lin        | · Čína (CHN) · Liang Wej-kcheng · Wang Čchang      | · Malajsie (MAS) · Aaron Chia · Soh Wooi Yik            |

## Ženy

### Dvouhra žen
| Rok      | Zlato                               | Stříbro                           | Bronz                                         |
| -------- | ----------------------------------- | --------------------------------- | --------------------------------------------- |
| LOH 1992 | Susi Susanti · Indonésie (INA)      | Bang Soo Hyun · Jižní Korea (KOR) | Chuang Chua · Čína (CHN)                      |
| LOH 1992 | Susi Susanti · Indonésie (INA)      | Bang Soo Hyun · Jižní Korea (KOR) | Tchang Ťiou-chung · Čína (CHN)                |
| LOH 1996 | Bang Soo Hyun · Jižní Korea (KOR)   | Mia Audina · Indonésie (INA)      | Susi Susanti · Indonésie (INA)                |
| LOH 2000 | Kung Č’-čchao · Čína (CHN)          | Camilla Martin · Dánsko (DEN)     | Jie Čao-jing · Čína (CHN)                     |
| LOH 2004 | Čang Ning · Čína (CHN)              | Mia Audina · Nizozemsko (NED)     | Čou Mi · Čína (CHN)                           |
| LOH 2008 | Čang Ning · Čína (CHN)              | Sie Sing-fang · Čína (CHN)        | Maria Kristin Yulianti · Indonésie (INA)      |
| LOH 2012 | Li Süe-žuej · Čína (CHN)            | Wang I-chan · Čína (CHN)          | Saina Nehwalová · Indie (IND)                 |
| LOH 2016 | Carolina Marínová · Španělsko (ESP) | P. V. Sindhu · Indie (IND)        | Nozomi Okuharaová · Japonsko (JPN)            |
| LOH 2020 | Chen Yufei · Čína (CHN)             | Tai Tzu-ying · Tchaj-wan (TPE)    | P. V. Sindhu · Indie (IND)                    |
| LOH 2024 | An Se-jong · Jižní Korea (KOR)      | Che Ping-ťiao · Čína (CHN)        | Gregoria Mariska Tunjungová · Indonésie (INA) |

### Čtyřhra žen
| Rok      | Zlato                                                  | Stříbro                                                    | Bronz                                                  |
| -------- | ------------------------------------------------------ | ---------------------------------------------------------- | ------------------------------------------------------ |
| LOH 1992 | · Jižní Korea (KOR) · Hwang Hye Young · Chung So-Young | · Čína (CHN) · Kuan Wej-čen · Nong Qunhua                  | · Jižní Korea (KOR) · Gil Young Ah · Shim Eun Jung     |
| LOH 1992 | · Jižní Korea (KOR) · Hwang Hye Young · Chung So-Young | · Čína (CHN) · Kuan Wej-čen · Nong Qunhua                  | · Čína (CHN) · Lin Jen-fen · Jao Fen                   |
| LOH 1996 | · Čína (CHN) · Ke Fej · Ku Ťün                         | · Jižní Korea (KOR) · Gil Young Ah · Jang Hye Ock          | · Čína (CHN) · Čchin I-jüan · Tchang Jung-šu           |
| LOH 2000 | · Čína (CHN) · Ke Fej · Ku Ťün                         | · Čína (CHN) · Chuang Nan-jen · Jang Wej                   | · Čína (CHN) · Kao Ling · Čchin I-jüan                 |
| LOH 2004 | · Čína (CHN) · Čang Ťie-wen · Jang Wej                 | · Čína (CHN) · Chuang Suej · Kao Ling                      | · Jižní Korea (KOR) · Ra Kyung-min · Lee Kyung-won     |
| LOH 2008 | · Čína (CHN) · Tu Ťing · Jü Jang                       | · Jižní Korea (KOR) · Lee Hyo-jung · Lee Kyung-won         | · Čína (CHN) · Wej I-li · Čang Ja-wen                  |
| LOH 2012 | · Čína (CHN) · Tchien Čching · Čao Jün-lej             | · Japonsko (JPN) · Reika Kakiiwa · Mizuki Fujii            | · Rusko (RUS) · Valeria Sorokina · Nina Vislova        |
| LOH 2016 | · Japonsko (JPN) · Misaki Matsutomo · Ayaka Takahashi  | · Dánsko (DEN) · Christinna Pedersen · Kamilla Rytter Juhl | · Jižní Korea (KOR) · Jung Kyung-eun · Shin Seung-chan |
| LOH 2020 | · Indonésie (INA) · Greysia Poliiová · Apriyani Rahayu | · Čína (CHN) · Chen Qingchen · Jia Yifan                   | · Jižní Korea (KOR) · Kim So-yeong · Kong Hee-yong     |
| LOH 2024 | · Čína (CHN) · Čchen Čching-čchen · Ťia I-fan          | · Čína (CHN) · Liou Šeng-šu · Tchan Ning                   | · Japonsko (JPN) · Nami Macujamaová · Čiharu Šidaová   |

## Smíšená čtyřhra
| Rok      | Zlato                                                  | Stříbro                                                | Bronz                                                          |
| -------- | ------------------------------------------------------ | ------------------------------------------------------ | -------------------------------------------------------------- |
| LOH 1996 | · Jižní Korea (KOR) · Kim Dong-moon · Gil Young-ah     | · Jižní Korea (KOR) · Park Joo-bong · Ra Kyung-min     | · Čína (CHN) · Liou Ťien-ťün · Sun Man                         |
| LOH 2000 | · Čína (CHN) · Čang Ťün · Kao Ling                     | · Indonésie (INA) · Tri Kusharyanto · Minarti Timur    | · Velká Británie (GBR) · Simon Archer · Joanne Goode           |
| LOH 2004 | · Čína (CHN) · Čang Ťün · Kao Ling                     | · Velká Británie (GBR) · Nathan Robertson · Gail Emms  | · Dánsko (DEN) · Jens Eriksen · Mette Schjoldager              |
| LOH 2008 | · Jižní Korea (KOR) · Lee Hyo-jung · Lee Yong-dae      | · Indonésie (INA) · Widianto Nova · Liliyana Natsirová | · Čína (CHN) · Che Chan-pin · Jü Jang                          |
| LOH 2012 | · Čína (CHN) · Čang Nan · Čao Jün-lej                  | · Čína (CHN) · Ma Ťin · Sü Čchen                       | · Dánsko (DEN) · Joachim Fischer Nielsen · Christinna Pedersen |
| LOH 2016 | · Indonésie (INA) · Tontowi Ahmad · Liliyana Natsirová | · Malajsie (MAS) · Chan Peng Soon · Goh Liu Ying       | · Čína (CHN) · Čang Nan · Čao Jün-lej                          |
| LOH 2020 | · Čína (CHN) · Wang Yilyu · Huang Dongping             | · Čína (CHN) · Zheng Siwei · Huang Yaqiong             | · Japonsko (JPN) · Yuta Watanabe · Arisa Higashino             |
| LOH 2024 | · Čína (CHN) · Čeng S’ Wej · Chuang Ja Čchiung         | · Jižní Korea (KOR) · Kim Won-ho · Čong Na-un          | · Japonsko (JPN) · Yuta Watanabe · Arisa Higašino              |